# ホアンキエム湖
座標: 北緯21度01分44秒 東経105度51分09秒 / 北緯21.02889度 東経105.85250度

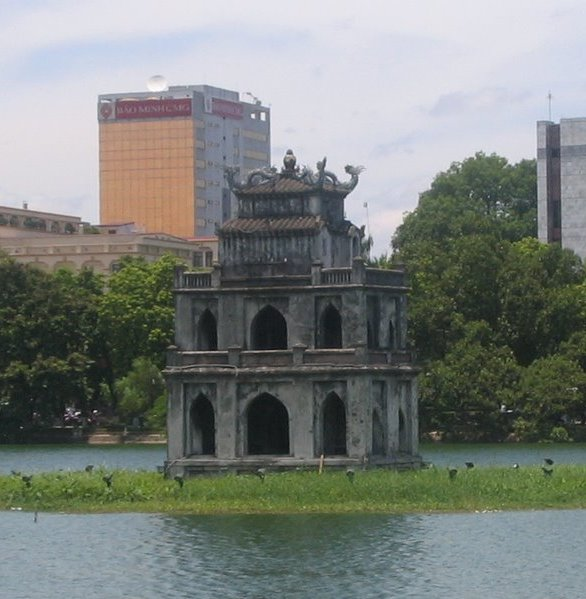
ホアンキエム湖の中心にある亀の塔

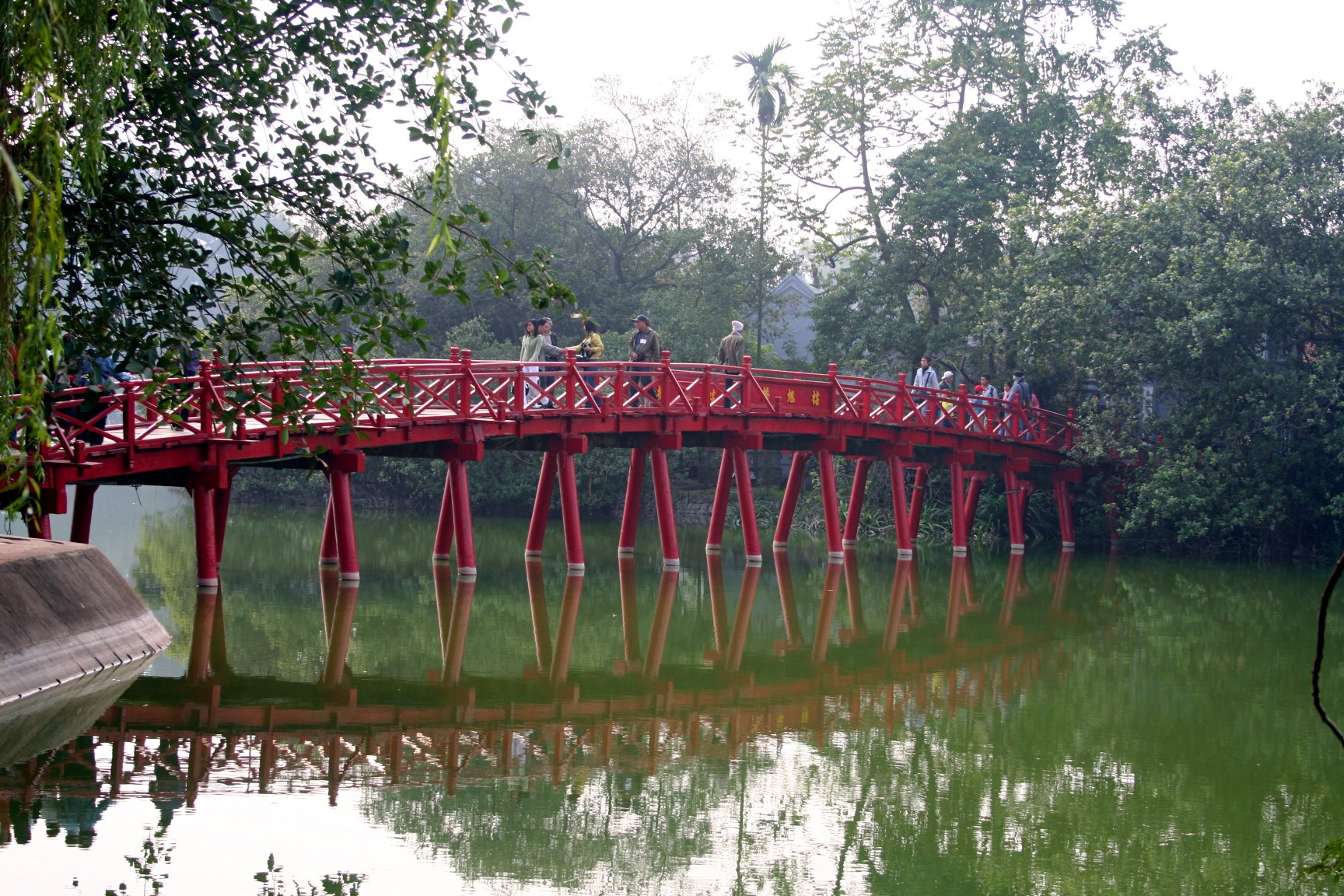
フク橋

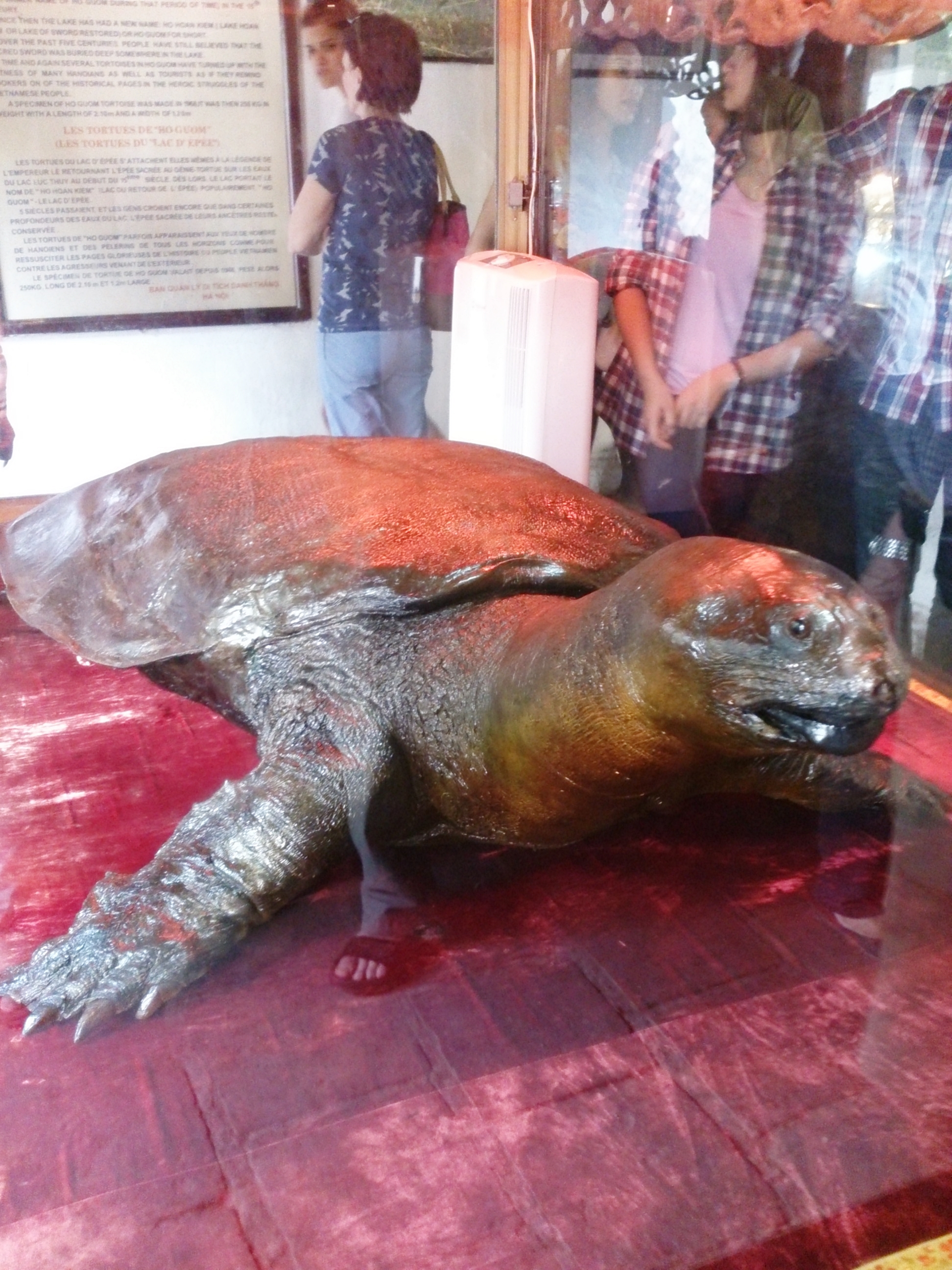
ホアンキエム湖に住んでいたシャンハイハナスッポン

ホアンキエム湖（ベトナム語：Hồ Hoàn Kiếm / 湖還劍?）または還剣湖（かんけんこ）は、ベトナムのハノイ市ホアンキエム区にある湖の1つである。ハノイの主要な景観スポットでもある。

## 概要
過去に紅河が何度も氾濫を繰り返した際にできた湖の一つで三日月湖である。かつては紅河とも繋がっており、"hồ Lục Thuỷ"（緑水湖）として知られていた。その後湖は2つに分かれ、一つがホアンキエム湖となり、もう一つが "hồ Thuỷ Quân"（水軍湖）となった。水軍湖にはベトナム海軍の訓練場が置かれたが、現在は埋め立てられている。ハノイの街の中心に位置し、ハノイを象徴する湖で、終日市民の憩いの場となっている。ホアンキエムは、「還剣」という意味で、15世紀に神から授かった宝剣で中国軍を破った黎利（レ・ロイ王）が、大亀を通じて神に返したという伝説に由来する。湖の南に立つ小さな塔が、王が宝剣を返した場所とされる。湖の周囲は約2㎞で遊歩道が整備され、徒歩で30-40分程度で一周できる。
湖の北岸の近くにあるもう一つの島には、18世紀に建てられた玉山祠 (Đền Ngọc Sơn) が建つ。13世紀の元に対する戦いで活躍した陳興道、文昌帝 (Văn Xương Đế Quân)、1864年に寺の修理を担当した儒者で作家の阮文超 (Nguyễn Văn Siêu) らを祭っている。島と岸の間には、赤く塗装された木製のフク橋（Cầu Thê Húc, 棲旭橋）が架けられ、夜間はライトアップで真っ赤に輝き幻想的な雰囲気を作る。寺内には、1968年にこの湖で捕獲された体長2mの大亀のはく製が展示され、発見時には「還剣伝説の亀ではないか」と話題を呼んだ。

## 伝説
黎朝の初代皇帝黎利が湖の宝剣を手にし、その剣によって明との戦いに勝利した。その後、黎利は湖の上で金の大亀 (Kim Qui) から平和になったので持ち主である竜王に剣を返すように啓示され、湖の中心近くにある小島で剣を返した。それゆえ、還劍（ホアン・キエム）と呼ばれるようになった。この物語は水上人形劇で観ることができる。小島にはその後、亀の塔 (Tháp Rùa) が建てられている。
湖の中のシャンハイハナスッポンおよびいくつかの種の大型の軟殻亀は、黎利（Lê Lợi）の名から "Rafetus leloii" と名づけられている。その種は絶滅の危機にさらされており、湖の中の個体数は不明である。1968年には湖で体重250キログラムの大亀が発見され、伝説の亀とされて玉山祠に剥製が祭られている。剥製の大きさは長さ210センチメートル、幅120センチメートル。
2014年4月には、体重約200キロの傷ついたシャンハイハナスッポンが治療を目的に捕獲された。